# Sclavia în Coran
Sclavia, un capitol negru în istoria umanității, nu a ocolit nici lumea islamică unde chiar Coranul o recunoaște. Abolită oficial mult mai târziu, mai precis după căderea Imperiului Otoman, sclavia Orientului Mijlociu a devenit, ca în alte părți ale lumii, o afacere în sine. Având rădăcini puternice în perioada pre-islamică, ea și-a continuat parcursul și după apariția islamului în secolul al VII-lea.

## Introducere
În perioada timpurie a islamului, când erau cucerite noi teritorii atât la vest, cât și la est, sclavia nu era un subiect nou pentru regiunea Orientului Mijlociu. Sclavii constituiau o clasă socială în sine, încă dinaintea apariției islamului , care a încercat, mai mult sau mai puțin timid, să dea sclaviei mai degrabă un alt veșmânt, decât să o abolească. 

Coranul vorbește despre chestiunea sclaviei într-un număr semnificativ de sure și o recunoaște drept o condiție socială, aproape firească, orânduita, ca și celelalte condiții sociale, de Dumnezeu. Sunt date și câteva reguli în privința relației dintre stăpân și rob, din ambele perspective, dar și în privința condițiilor în care un sclav poate fi eliberat. 

## Terminologie coranică – sclavii
În cele mai multe sure coranice care vorbesc despre sclavi figurează expresia mā malakat ‘aymanukum, în traducere: ceea ce stăpînește mâna voastră dreaptă. Expresia este folosită exclusiv cu referire la sclavii obținuți ca pradă de război, mâna dreaptă simbolizând legalitatea stăpânirii acestor sclavi . 

Termenul ‘abd, care desemnează generic sclavul, supusul, robul,  este utilizat în special pentru sclavii negrii. 

Un alt termen întâlnit pentru desemnarea noțiunii de robi este riqāb, derivat de la rădăcina triconsonantica r-q-b, încărcată cu mai multe sensuri, printre care menționăm aici  a observa, a controla, a supraveghea, a se teme (de Dumnezeu)  Derivatul în cauză, riqāb, pluralul lui raqaba, are sensul principal de gât, de unde și ideea de sclav. 

În aceeași categorie intră și vocabula ´asīr – captiv, prins, prizonier – folosită în Coran pentru desemnarea aceleiași noțiuni de sclav, înrobit. Acest cuvânt apare, totuși, ceva mai rar. 

## Perspective coranice asupra sclavilor
Ahmad Azhar Basyir, fost lider al grupării indoneziene Muhammadiyah (1995-1998) spunea că islamul nu avea cum să abolească sau să interzică sclavia, întrucât aceasta făcea parte, la vremea respectivă, din structura firească a societății. 

Este adevărat, aceasta pătură a societății depindea în foarte mare măsură, ca în orice parte a lumii, de prada de război, care, în cazul Coranului, are o poziție aparte. Spre exemplu, în sura 8:70, citată mai jos, Dumnezeu este milostiv și iertător cu prinșii de război, dacă va găsi bine în inimile lor : 

8: 70 : O, Profetule ! Spune-le celor căzuți în mâinile voastre :   Dacă Dumnezeu va afla un bine în inimile voastre, vă va dărui lucruri mai bune decât cele ce v-au fost luate și El vă va ierta vouă, căci Dumnezeu este Iertător, Milostiv ! 

	O altă perspectivă asupra  prinșilor de război la polul opus față de cea evocată anterior, este evidențiată de sura 47 :4, citată în continuare : 

47,4 : Atunci când vă întâlniți cu tăgăduitorii, loviți-le grumazurile și când le-ați nimicit forțele, legați-i cu tărie și după aceea : fie îndurare, fie răscumpărare, până când războiul își lasă jos poverile. Și aceasta, căci dacă Dumnezeu ar fi voit, ar fi scăpat de ei, însă El a vrut să-i pună la încercare pe unii prin alții. El nu va face deșarte faptele celor uciși pe calea lui Dumnezeu. 

Vedem aici un alt tip de atitudine, una mult mai ostilă, însă cu referire specifică la tăgăduitori, care sunt puși la încercare de Dumnezeu prin alții  - credincioșii. 

O a treia atitudine, și poate cea mai importantă, întrucât apare în atât de multe sure, este cea de milostenie. Credinciosul musulman își poate spăla păcatele prin eliberarea unui sclav, prin oferirea de zakat, care folosește și la răscumpărarea robilor, sau prin hrănirea unui prins. 

9,60 : Milosteniile sunt pentru cei săraci și nevoiași, pentru cei care trudesc pentru ele, pentru cei ale căror inimi sunt zdrobite, pentru răscumpărarea înrobiților, pentru cei înglodați în datorii, pentru calea lui Dumnezeu și pentru drumeți [...] 

76, 8 : Ei dau de mîncare din dragoste pentru El, sărmanului, orfanului și prinsului.

5, 89 : Dumnezeu nu vă va lua în nume de rău o vorbă necugetată din jurămintele voastre, însă vă va lua în nume de rău pentru jurămintele voastre prin care vă legați. Iertarea va fi să hrăniți zece sarmani – din cei pe care, obișnuit, casa voastră îi hrănește – ori să-i învestmântați, ori de ce nu, să sloboziți un rob. [...] 

	De asemenea, Coranul vorbește despre sclavie, ce-i drept într-o singură sură, ca despre un lucru firesc, orânduit de Dumnezeu : 

43, 32 : Oare ei sunt cei care împart milostivenia Domnului tău ? Noi le-am împărțit traiul în Viața de Acum. Noi i-am ridicat pe unii deasupra celorlalți cu câteva trepte ca unii să-i supună pe ceilalți. Milostivenia Domnului tău este mai bună decât ceea ce ei adună.

Așadar, ca într-un lanț trofic, există sclavi și există stăpâni, există supuși așa cum există înrobitori. 

## Relația stăpân-sclav
De asemenea, de o importanță majoră este și relația stăpân-sclav, întrucît, analizând-o, se pot stabili o serie de obligații și chiar drepturi pe care sclavii le aveau față de stăpân.
Un stăpân își poate spăla un păcat prin eliberarea unui sclav credincios. Coranul acorda acest „drept” credinciosului musulman chiar și în cazul unui omor. Așadar, deținerea de sclavi te poate salva în fața lui Dumnezeu:
4, 92 : Nu se cade unui credincios să ucidă un alt credincios, doar din greșeală. Cel care a ucis un credincios din greșeală, va slobozi un rob credincios și va plăti prețul sângelui familiei celui mort, însă aceasta să nu-l dea apoi ca milostenie. Dacă credinciosul ucis era dintr-o tabără dușmană, ucigașul va slobozi un rob credincios. Dacă era dintr-o tabără cu care ați făcut legământ, atunci ucigașul va plăti prețul sângelui familiei celui mort și va slobozi un rob credincios. [...] 

Se poate observa ce accent pune Coranul pe robul credincios care, tot timpul, este mai valoros decât un sclav închinător la idoli. Convertirea unui rob la islam reprezintă, înainte de toate, o altă cucerire, de această dată spirituală, a islamului în față oricărei alte religii.
Același lucru se observă și în cazul femeilor sclave care pot fi luate de soții de musulmani doar după ce devin „sclave credincioase”:
2, 221 : Nu vă luați neveste închinătoare la idoli, până ce ele nu cred ! O roabă credincioasă este mai bună decât o închinătoare la idoli, chiar dacă vă place de aceasta. Nu vă dați fetele de neveste închinătoare la idoli, până ce ei nu cred ! Un rob credincios este mai bun decât un închinător la idoli, chiar dacă vă place de acesta. Aceștia sunt cei care vă cheamă în Foc. Dumnezeu vă cheamă, cu îngăduința Sa, în Rai, și la iertare. [...]
Roabele au totodată dreptul, sau mai curând le este permis, să stea de vorbă cu soția sau soțiile stăpânului fără ca acestea din urmă să poarte vălul obișnuit: 
33: 55 : Nici o vină nu le va fi făcută (soțiilor tale), dacă stau de vorbă (fără văl) cu tații lor, fiii lor, frații lor, fiii fraților lor, fiii surorilor lor, precum și cu femeile și roabele lor. Să se teamă de Dumnezeu, căci Dumnezeu asupra tuturor este Martor!
Un fragment aparte în Coran este și cel redat mai jos. În sura 24 :58, Coranul face referire la momentele din zile în care sclavii, cei stăpâniți de dreapta stăpânului, pot intra la acesta. Prilejul menționat aici de Coran este „vederea goliciunii”. Pasajul rămîne totuși ambiguu, întrucât folosirea termenului generic de sclavi include atât femeile, cât și bărbații.
24: 58 : O, voi cei ce credeți! Cei stăpâniți de dreapta voastră și băieții care nu au ajuns încă la bărbăție să ceară îngăduința de a intra la voi de trei ori : înainte de rugăciunea din zori ; la amiază când vă scoateți veșmintele și după rugăciunea de seară. Acestea sunt trei prilejuri de a vă vedea goliciunea. În afară de cele trei ori, nu vă va fi făcută vreo vină, nici vouă și nici lor dacă vă veți căuta unii pe alții. Dumnezeu vă arată astfel semnele. Dumnezeu este Știutorul, Înțeleptul.
Conform lui Ph. K. Hitti, „islamul a menținut vechea instituție semită a sclaviei, consimțită și în Vechiul Testament, dar a îmbunătățit apreciabil condițiile de viață ale sclavilor.” Cu toate acestea, comerțul cu sclavi a devenit, la un moment dat în istoria islamului, o adevărată afacere.